# Open Textbook
Der Begriff Open Textbook (englisch) bezeichnet ein frei verfügbares Lehrbuch. Es wird in der Regel von Autoren oder Verlegern online bereitgestellt. Im Gegensatz zu normalen Lehrbüchern erlaubt das freie Lizenzierungsmodell dem Benutzer das Lesen, den Download oder teilweise auch das Ausdrucken ohne zusätzliche Kosten. Einige Lizenzierungsarten bieten den Benutzern auch die Möglichkeit, anstelle des kostenlosen Online-Zugangs alternative Formate zu geringen Kosten zu nutzen. Dies (beispielsweise für Druck-, Ton- oder E-Book-Formate) kann dann dazu dienen den Autoren ein bescheidenes Honorar zukommen zu lassen oder einen Beitrag zu den Veröffentlichungskosten zu leisten.
Open Textbooks werden mehr und mehr als eine mögliche Lösung für einige der Probleme des traditionellen Lehrbuchverlagswesens gesehen. Im 2010 Horizon Report des New Media Consortium wurden sie als Komponente der Umsetzung von Open Content in der Hochschulbildung identifiziert.
Open Textbooks sind ein Bestandteil von Open Educational Resources.

## Definition
Damit ein Lehrbuch als Open Textbook bezeichnet werden kann, muss es so lizenziert sein, dass es den Benutzern einige grundlegende Rechte einräumt, die über das normale Copyright hinausgehen. Eine Lizenz oder eine Liste der Berechtigungen muss durch den Autor klar angegeben sein.
Im Allgemeinen werden den Benutzern mindestens die folgenden Rechte eingeräumt:
- Das Lehrbuch darf ohne Zuwendungen an den Autor genutzt werden.
- Das Lehrbuch darf bei angemessener Erwähnung des Autors kopiert werden.
- Das Lehrbuch darf zu nicht-kommerziellen Zwecken weitergegeben werden.
- Das Lehrbuch darf in andere Formate umgewandelt werden (bspw. in Print- oder andere digitale Formate).

Viele Autoren gewähren darüber hinausgehende Rechte wie:
- Inhalte des Lehrbuchs hinzuzufügen, zu entfernen oder zu ändern, oft unter der Bedingung, dass bei solchen abgeleiteten Werken dieselbe Lizenz Gültigkeit behält.
- Das Lehrbuch auch ohne Erwähnung des Autors zu kopieren und weiterzugeben.
- Das Lehrbuch zu kommerziellen Zwecken zu nutzen.

Ein Beispiel der Community College Open Textbook Collaborative beschreibt die Anforderungen an ein Open Textbook als: fast oder komplett kostenlos; leicht zu benutzen, erhalten und weiterzugeben; inhaltlich anpassbar, damit Lehrende die Inhalte anpassen können; druckbar; sowie barrierefrei, damit es mit Hilfstechnologien für beeinträchtigte Lernende, einschließlich solchen mit Lernstörungen funktioniert.
Die CK-12 Foundation setzt auf ähnliche Standards, muss aber weiterhin sicherstellen, dass die Angebote staatlichen Anforderungen entsprechen.

## Lehre
Open Textbooks sind weitaus flexibler als herkömmliche Lehrbücher, was den Lehrenden mehr Möglichkeiten bietet, sie besser auf die Lehrbedürfnisse zugeschnitten zu verwenden.
Ein häufiges Problem bei herkömmlichen Lehrbüchern ist die Häufigkeit, mit der neue Auflagen erscheinen. Diese machen Anpassungen des Lehrplans an das neue Buch notwendig. Ein Open Textbook hingegen ist zeitlich unbegrenzt verfügbar, so dass die Lehrenden die Ausgaben nur wechseln müssen, wenn sie es für notwendig halten.
Dadurch, dass viele Open Textbooks es erlauben Inhalte anzupassen, können Lehrende ihn besser auf die Erfordernisse des jeweiligen Kurses zurechtschneiden. Weiterhin können die Kosten von Lehrbüchern unter Umständen die Qualität der Lehre beeinflussen, wenn es Lernenden nicht möglich ist, benötigte Materialien zu kaufen.

## Lizenzierungsmodelle
Die verbreitetsten freien Lizenzen sind:
- Creative Commons Attribution
- Creative Commons Attribution Share-Alike
- Creative Commons Attribution Non-Commercial Share-Alike
- GNU Free Documentation License

## Projekte
Eine Reihe von Projekten hat es sich zum Ziel gesetzt, Open Textbooks zu entwickeln, unterstützen und für sie zu werben. Fürsprecher für Open Textbooks und verwandte Open-Education-Projekte sind die  William and Flora Hewlett Foundation und die Bill and Melinda Gates Foundation.

### Hochschulbildung
- Make Textbooks Affordable
- Open Textbook Catalog
- Faculty Statement on Open Textbooks
- The Community College Consortium for Open Educational Resources
- The Open Textbook Project
- Flat World Knowledge
- Rice University Press
- Community College Open Textbook Collaborative
- Einstein University

### Sekundarstufe
- California Open Source Textbook Project
- Global Text
- Free Textbooks Poland
- CK-12 Foundation FlexBooks
- Free High School Science Texts – South Africa

### Allgemeinbildung
- Connexions
- Wikibooks
- The Collaborative Books
- MERLOT - Multimedia Educational Resources for Learning and Online Teaching
- Saylor Foundation Open Textbook Initiative

## Autorenschaft
Die Autorenvergütung für Open Textbooks weicht stark von der herkömmlichen Lehrbuchveröffentlichung ab. Definitionsgemäß erlaubt der Autor eines Open Textbooks die kostenlose Nutzung des Lehrbuchs der breiten Öffentlichkeit, was eine Vergütung des Zugangs ausschließt. Es entwickelt sich jedoch eine Reihe von Modellen zur Unterstützung der Autoren. Beispielsweise bezahlt ein Open-Textbook-Verlag namens Flat World Knowledge seinen Autoren Anteile an den Erlösen verkaufter Printexemplare und Lernhilfen.  Weitere Kompensationsmodelle umfassen Stipendien, Förderprogramme und Finanzierung durch Werbung.